# III号突撃砲
III号突撃砲 (さんごうとつげきほう、独: Sturmgeschütz III、略称:StuG III) は、第二次世界大戦中にドイツで開発された突撃砲。制式番号は Sd.Kfz.142 または 142/1。III号戦車の車体を流用したものである。
日本では三突と略して呼ばれることがある。

## 概要
突撃砲は、第二次世界大戦中のドイツにおける主力装甲戦闘車両の一つである。当初は歩兵戦闘を直接支援する装甲車両として設計され、III号戦車の車台を流用して製造された。歩兵に随伴して進撃し、敵の防御拠点を直接照準射撃で撃破することを目的とする兵器であるため、所属は戦車部隊ではなく砲兵科に属する。終戦までに派生型などを含め約10,500輌が製造されたが、これは第二次世界大戦でドイツが製造した装甲戦闘車両中、最大の生産数である。
戦車と突撃砲の決定的な相違は機動戦闘の任務に用いるか否かであった。突撃砲が狭い射界で攻撃範囲を制限されるのに比べ、戦車は回転式の砲塔を持ち、全周囲に対する砲の指向を行いながらの機動が可能であるため、目標を迂回しながら突破しつつ攻撃を仕掛けることができた。しかし突撃砲はこの種の機動攻撃には不適であり、歩兵の支援、堅陣地への攻撃、敵戦車に対する防御戦闘に投入された。直接援護されることが多い歩兵の側から見れば、陣地攻撃の支援から対戦車戦闘までこなす突撃砲は常に頼もしい存在であった。
大戦中期以降は歩兵の最大の脅威が塹壕やトーチカから戦車へと対象が変化したことから、突撃砲もそれに倣うことになる。後期型は長砲身の75mm砲を搭載し、対戦車砲として運用された。前面装甲厚は80mmに強化され、敵の主力戦車を1,000メートル以上の距離から撃破することができた。特に東部戦線ではT-34から歩兵を守る最強の盾として信頼され、親しまれた。東部戦線に限らず、大戦後半のドイツ軍は守勢に回らざるを得ない場面が多く、図らずも突撃砲の投入条件に適していた。

## 歴史
突撃砲開発の発端は、エーリッヒ・フォン・マンシュタイン大佐（当時）が1935年に新生ドイツ陸軍参謀本部に配属された際、歩兵師団に直射火力を付与するための突撃砲兵をルートヴィヒ・ベック上級大将に提案したことである。こういった経緯から、1936年6月15日にダイムラー・ベンツ社は75mm砲を搭載した歩兵支援装甲車輌の開発命令を受領した。搭載砲は左右の射角を少なくとも25度は取れること、乗員を保護するために上部構造の全面を装甲付きの完全密閉型、車輌の高さは当時のドイツ人男性の平均身長を超えないことなどが要求された。
ダイムラー・ベンツ社は、その時点で直近に製造されていたIII号戦車の車台と走行・懸架装置を使用して開発を行った。試作車の製造はアルケット社が引き継ぎ、1937年にはOシリーズ StuG として、III号戦車Ausf.Bをベースにした試作車輌5輌が製造された。これは軟鋼による上部構造を持ち、クルップ社製の短砲身75mm砲 Sturmkanone (StuK) 37 L/24を搭載していた。
1940年から量産が開始されるが、当初は単にStuGと呼ばれ、名称に「III」は付いていなかった。この突撃砲は対歩兵の近接戦闘支援を目的としていたので、初期のモデルは低初速の7.5cm StuK 37 L/24と榴弾を搭載していたが、後にドイツ軍がソビエトのT-34に直面するにあたり、高初速の7.5cm StuK 40 L/43（1942年春頃）または7.5cm StuK 40 L/48 (1942年秋頃) の長砲身砲を搭載するようになった。この頃、後に戦車兵のエースとして知られることになるミハエル・ヴィットマンはIII号突撃砲１両で6両のT-34を撃破する戦果を挙げている。
1943年、IV号戦車をベースにしたIV号突撃砲が開発されると、この車輌はIII号突撃砲と呼ばれるようになった。G型からは、対歩兵対策として防盾付きの7.92mm MG34機関銃を車体上部に取り付けた。後には車内から遠隔操作可能なタイプに変更されたが、生産が間に合わず未装備で前線に送られた物もあった。また後期には主砲と同軸にMG34を装備した車輌もあった。
1944年、フィンランドは継続戦争（第二次ソ連・フィンランド戦争）用として、59輌のIII号突撃砲を受領した。戦闘において、8輌のIII号突撃砲が喪失、ないし行動不能に伴う乗員による遺棄処理となったが、その間に少なくとも87輌のソビエト軍戦車を撃破している。戦後、残存したIII号突撃砲はフィンランド軍の主力戦車に組み入れられた。また、チェコスロバキアは接収し装備していたIII号突撃砲をシリアに売却した。これらは1967年の第三次中東戦争 (六日間戦争) まで使われ続けている。

## バリエーション

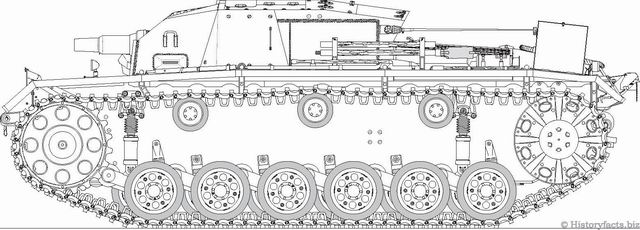
III号突撃砲A型

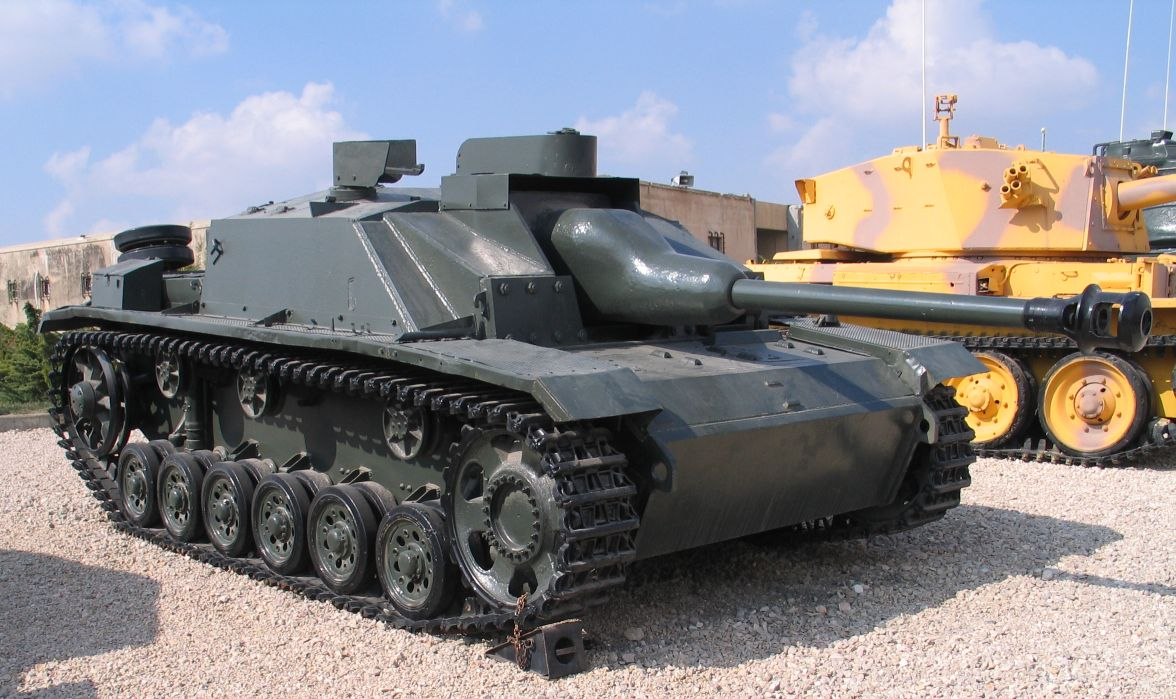
ザウコップ防盾を装備したG型。イスラエルに捕獲されたシリア軍の車輌。

III号突撃砲Oシリーズ
1937年、5輌生産。III号戦車B型の車台に軟鉄製の戦闘室を搭載し、短砲身75mm StuK 37 L/24を装備。実戦には使われず、訓練用として1941年まで使われた。
III号突撃砲A型 Sd.Kfz.142

1940年1月-5月、30輌生産。III号戦車F型の車台に前面装甲は50mm。75mm StuK 37 L/24を搭載。フランス戦で最初に使用された。同時期に製造されていたIII号戦車F型の車体を用いているが、車体前後の装甲強化や車体側面の脱出用ハッチの廃止など独自の改修が行なわれている。
III号突撃砲B型 Sd.Kfz.142
1940年6月-1941年3月、320輌生産。変速機が変更 (10段→6段) された他、履帯の脱落対策のため最前部の上部転輪が少し前方に移動され起動輪に近づけられている（この改修はIII号戦車でもH型以降に実施されている）。生産途中から履帯の拡幅 (360mm→380mm) や起動輪の変更などが実施された。
III号突撃砲C型 Sd.Kfz.142
1941年4月、50輌（資料によっては100輌）生産。戦闘室前面の照準口が廃止され、戦闘室上部を開いて砲手用照準器を出せるようになっている。
III号突撃砲D型 Sd.Kfz.142
1941年5月-9月、150輌生産。生産第4シリーズのC型に続く第5シリーズだが、外見上の違いはない。D型はC型の生産契約の続きとも記録されているが乗員用インカム (咽頭マイク) が装備されたことがC型との相違点である。
III号突撃砲の中ではD型の3輌のみが北アフリカ戦線に配備された。
III号突撃砲E型 Sd.Kfz.142
1941年9月-1942年2月、272輌生産。標準装備として車内にMG34機関銃が搭載された。また無線機の配置が変更されたことにより戦闘室側面の形状が変更されている。
1941年12月20日にはその時までのすべての突撃砲の一番前の前面装甲にスペアの履帯11枚を載せるラックの装備が命じられた。
III号突撃砲F型 Sd.Kfz.142/1
1942年3月-9月、359輌生産。車体形状はE型とほとんど変わらないが、主砲を長砲身の75mm StuK 40 L/43としたため、砲尾上部の天井が一段高くなり、ここにベンチレーターが取り付けられて連射が可能になった。この主砲改修により、歩兵戦闘支援車輌であった本車は、普通の戦闘距離でソ連の戦車と応戦できる本格的な自走対戦車砲となり、特殊車輌番号もSd.Kfz.142 から Sd.Kfz.142/1 に変更された。
対戦車弾39を発射して垂直から30度の鋼板貫通力は、距離500mで91mm。1kmでは82mm。最後の31輌は主砲を334mm長い75mm StuK 40 L/48に強化している。同じ砲弾を使用した場合、垂直から30度の鋼板貫通力は距離500mで96mm、1kmで85mmとなっている。
1942年6月生産分の最後の11輌からは装甲が前面の50mmに30mm板が追加溶接され80mmとなる。1942年の8月からは運転手の上部の装甲とその反対側の天井とつながる形に角度が変更された。
III号突撃砲F/8型 Sd.Kfz.142/1
1942年9月-12月、334輌生産 (Walter Spielbergerについては車体番号91401から91650まで250輌生産) 。
基本的な仕様はF型後期型から大きな変化はないが、ベースがIII号戦車車台第8シリーズ（8.serie/ZW、III号戦車J～N型に相当）に変更されたため、F/8型と名付けられた。武装はF型の後期モデルと同じ75mm StuK 40 L/48だが、車台変更に伴い、細部形状が若干変更されている。外見上わかりやすい相違点として、それまで車体前面に装着されていた複雑な構造の牽引用フックが、車体側面板を前方に伸ばして穴を開けた簡易な形状に変更されている事が挙げられる。車体の後部装甲は50mmで前面より厚く、前面はF型と同様、30mmの増加装甲が溶接されて80mmとなっている。10月からは生産速度を速めるために追加装甲はボルトで固定された。
III号突撃砲G型 Sd.Kfz.142/1

1942年12月-1945年4月、7,893輌生産。最終型かつ最も大量生産されたIII号突撃砲。車台には前型同様にIII号戦車車台第8シリーズ（8.serie/ZW）を用い、その中には修理に戻ってきたIII号戦車から改造されたものも173輌あった。戦闘室の形状が変更され、車長用のキューポラも回転式とされた。キューポラはボールベアリングを使って回転できる設計になっていたのだが、ボールベアリング工場が爆撃されたため、1943年9月から1944年2月までの期間は一時的な処置として固定式に変更された。
1943年10月からはアルケット社生産の突撃砲にはキューポラが被弾しないよう避弾板が装備された。他社生産分からは1944年2月より装備が開始され、その後は修理で工場に戻る全ての突撃砲にも装備された。避弾板のない戦線の突撃砲にはキューポラ保護のために履帯の何枚かをキューポラの周りにワイヤで巻いている写真が見られる。G型から車体上部には防楯付きの機銃を搭載したが、1943年の春からはF/8型にも装備されている。43年5月より前面装甲板は80mm1枚が使用されるが、50mm装甲の車体が残っていたため、43年10月までは30mm追加装甲もボルトや溶接で固定用されている。
1944年6月以降は四角の主砲鋳造防盾に穴をつけて主砲同軸機銃を追加するが、44年以前に生産された突撃砲も同じように改造された例が多い。また、1944年4月には上部機銃を車内から遠隔操作できるようにした27両がロシア戦線でテストされ、戦線からの反応も良好だったため、1944年の夏から正式な使用が決定された。装填手のハッチが前と後ろに開けるのは遠隔機銃に邪魔になったから右と左に開けるようにハッチドアが装置された。
戦闘室後部の壁は垂直になったため生産性が上昇し、ベンチレーター(車内への硝煙流入を防ぐための加圧／排煙用ファン）も天井からその後部の壁に移設された。近接防御兵器も搭載されたが、どちらも生産が間に合わず取り付け孔に蓋をしただけで出荷されたものもある。1943年11月からは (独 Topfblende「釜の砲盾」、戦後には独 Saukopf「ブタの頭」) と呼ばれる主砲鋳造防盾を取り付けたが、これは斜め方向から撃たれた際の防御に非常に有効であった。大型の鋳物の不足で四角の砲盾も最後まで鋳物とともに生産された。最初の半分以上の鋳物の砲盾には機銃の銃口が無かった (鋳物の改造は四角い溶接型の装甲に穴をつけるより難しかった) ため、44年10月から主砲同軸機銃が追加された。
33式突撃歩兵砲 Sturminfanteriegeschütz 33
III号突撃砲の車体に33式150mm重歩兵砲を装備した自走砲。1941年12月から1942年10月にかけて、E型車体から12輌、F/8型車体から12輌の計24輌が改造され、東部戦線で使用された。

## 派生型

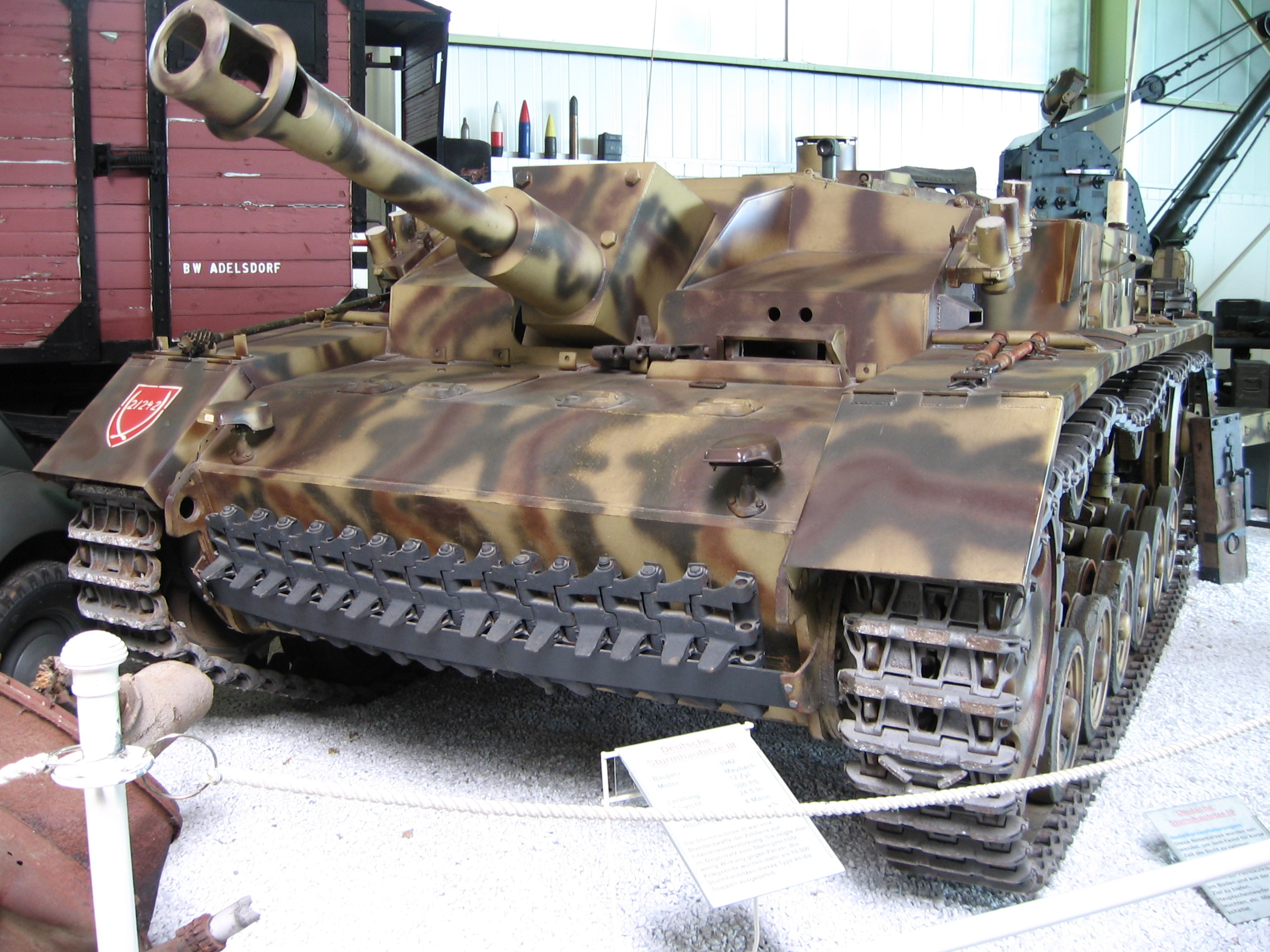
ドイツのジンスハイム自動車・技術博物館に展示される10.5cm突撃榴弾砲42

III号突撃砲は、基本的にIII号戦車の車台をベースに作られているが、IV号戦車の牽架装置を応用したものも20輌のみ製造されている。この試みは野戦修理を簡易にするためであったが上手く行かず、このモデルはキャンセルされた。
1941年半ば、主砲を10.5cm榴弾砲に換装することが提案され、10.5cm突撃榴弾砲42 (10.5cm Sturmhaubitze 42（略称StuH 42）、特殊車輌番号Sd.Kfz.142/2) が、歩兵支援用途のため、III号突撃砲F/8型とG型を元に量産された。StuH42は、10.5cm le.FH.18軽榴弾砲を、電気着火式に改修し、マズルブレーキを取り付けるなど、車載用に改造し、搭載した。後期のモデルは主にIII号突撃砲G型の車台から製造されたが、同様にF/8型とF型の車台も使用された。マズルブレーキは1944年末から省略された。なお、右の写真のドイツのジンスハイム交通技術博物館に展示されるSturmhaubitze 42は、被弾により破壊された3号戦車の車体を戦後に博物館でStuH42に作り直したものと考えられる
。
1943年、10輌のIII号突撃砲が主砲の代わりに火炎放射器を取り付けられ、StuG I (FLAMM) 火炎放射戦車とされた。これらの車台は製造時点でF型とほぼ同等のレベルに換装されている。戦闘で使用されたという記録はなく、全ての車輌は1944年に製造当時の状態まで戻され、III号突撃砲G型に再改修された。
III号突撃砲の中には、III号戦車/IV号戦車用の可動バイザーブロック付きキューポラを装備した車両が存在する。
III号突撃砲の中には、下部転輪の全てがIV号駆逐戦車やブルムベアの鋼製転輪と同じ物に変更された車両が存在する。

## ドイツ以外の使用国

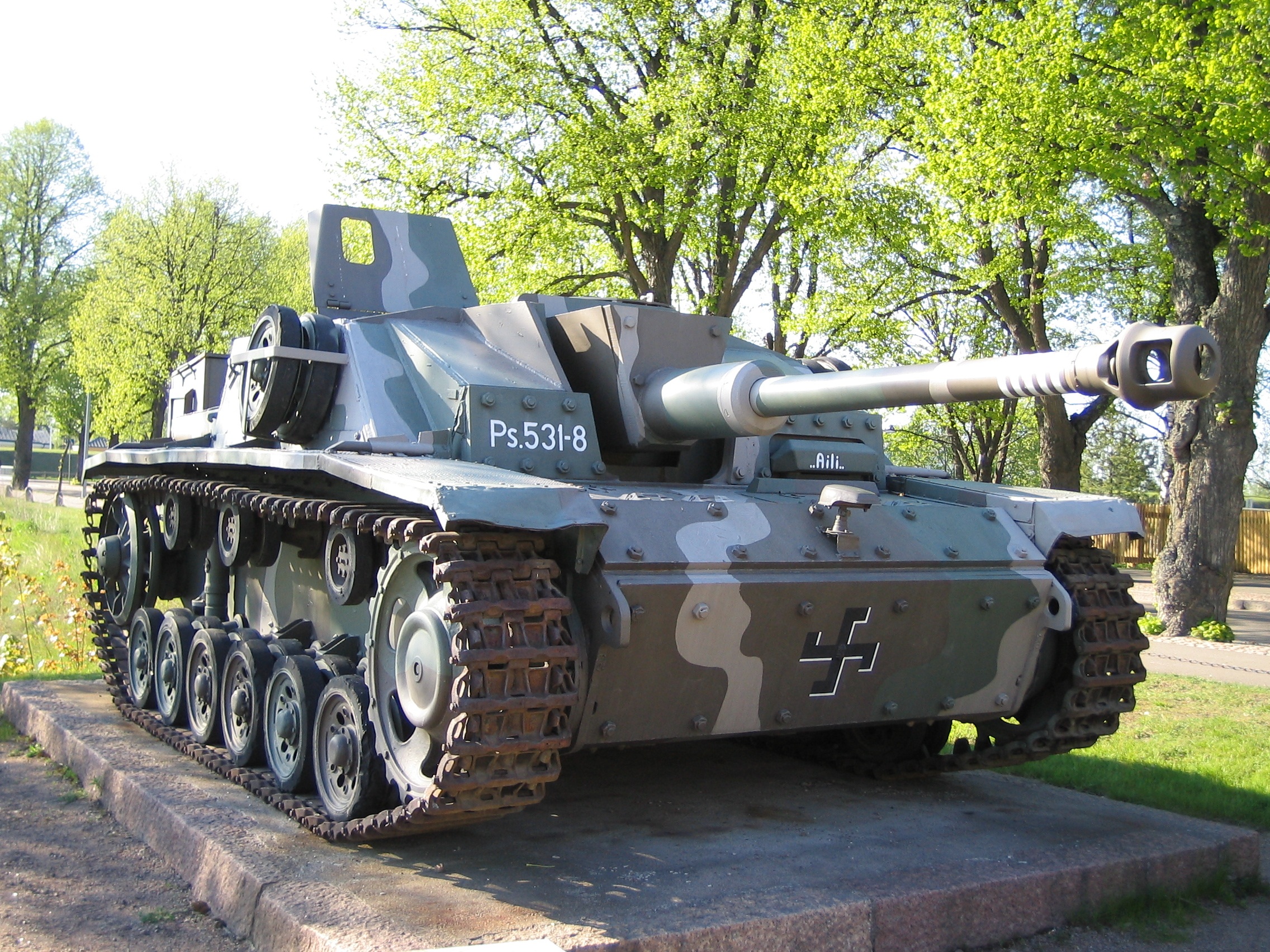
フィンランド軍が装備したG初期型 (戦車型からの流用車体) 、登録番号Ps.531-8。1943年夏までにMIAG社で作られた車輌で、同社は最も遅くまでボルト止めの増加装甲仕様を生産した。

ブルガリア王国
1943年2月から12月に掛けて計55輌のIII号突撃砲が供与され、ブルガリア軍では“マイバッハ T-III(ブルガリア語: Майбах“ Т-III)”と呼称されて B60501-B50555 までの登録番号が与えられ、2個突撃砲大隊が編成された。
枢軸陣営のテコ入れのため許可された輸出だったが、実際にはこれらの突撃砲は1944年9月、ブルガリアが連合国側に転じた後にドイツ軍への追撃に使用された。供与されたのは主にG型だが、1945年のハンガリー戦線でF型 (48口径75mm砲搭載型) を使用している写真も残されている。これはソ連軍から鹵獲品を供与されたものと思われる。
ブルガリア軍のIII号突撃砲は戦後もソビエトから装甲戦闘車輌が供給されて置き換えられる1950年代半ばまで装備され、その後は他のドイツ製戦車と共にブルガリアの南方国境（トルコ国境）に固定砲台（トーチカ）として配置された。これらの車輌は冷戦終結後はそのまま忘れ去られていたが、2000年代に入って発見されて回収され、2007年よりは修復の上博物館に展示されている。
 イタリア王国
1943年5月、5輌の突撃砲が供与された。
 フィンランド

1943年6月、7月、8月に10輌ずつ、1944年に29輌の計59輌のIII号突撃砲G型が供与された。これらは Ps.531-1 に始まる登録番号が与えられた (Ps.531がIII号突撃砲の車種固有番号) 。特に1943年中に到着した第一期分のうち22輌は、装甲師団所属の突撃砲大隊の主力として44年6月のソ連軍夏季大攻勢を迎え撃つために出撃。6月14日、クーテルセルカ村近辺で初陣を迎えた。 続く数ヶ月の戦闘でこれらのIII号突撃砲は多大な出血を強いられつつも、ソ連軍車輌を多数撃破した。
フィンランド軍のIII号突撃砲は“シュトゥルミ”の愛称で呼ばれ、装填手ハッチ前の機銃シールド開口部を拡張しソ連からの鹵獲品であるデグチャレフ機銃に換装、シュルツェンと呼ばれる、ドイツ戦車の側面や砲塔等に取り付けられた増加装甲を除去し装備品の配置を変えるなど、幾つかの独自改装が行われている。戦後も1960年代に入るまで現役にあり、保存状態は様々ながらフィンランド国内を中心に30輌以上が現存し、海外の博物館にドイツ軍の塗装で展示している車両も元はフィンランド軍のものという場合もある。

 スペイン
1943年10月、10輌が供与された。
 ルーマニア王国
1943年11月以降、ルーマニアが連合軍側に転じる1944年8月までに、計105輌（108輌とも）のIII号突撃砲が供与された。全ての車輌は1942年12月より生産されているG型の可能性が高いものの明確な記録は無い。これらの車輌は、ルーマニア語で突撃砲を示す略称のTAs (Tun de Asalt) と呼ばれた。第1装甲師団の装備車両はモルドヴァ方面等での戦闘に投入された。その後ソ連によって多数の装備を接収されてしまったものの、残存車両はルーマニア国内の解放戦、チェコスロバキア、オーストリア方面でのドイツ軍との戦いに使われた。
 ソビエト連邦
特に大戦中盤以降、ソ連軍は多数のドイツ軍車両を鹵獲した。ドイツ軍車両によって編成された部隊もあり、III号突撃砲もある程度の数が元の持ち主への戦闘に投入された。
 シリア
戦後、チェコスロバキアが接収していたIII号突撃砲を購入、一部は1967年の第三次中東戦争（六日間戦争）でも使用された。

## 備考
- SU-76i自走砲は、スターリングラード攻防戦などで大量に鹵獲されたIII号戦車がベースとなった、ソ連赤軍版III号突撃砲である。約200輌が改造され、密閉式の上部構造とS-1 76.2mm砲を搭載、自走砲連隊を編成して用いられた。
- 1964年にタミヤ模型は、1/21スケールのIII号突撃砲のプラモデルを「ドイツ陸軍75mm襲撃砲戦車ハーケンクロイツ」の商品名で販売したが、これは当時の他の模型メーカーでも行っていたように、主な購買層であった子供たち向けにメーカー側が独自の愛称を作ったものであり、実際にドイツ軍内で呼ばれていた名称ではない。
- 2007年12月18日、ブルガリア陸軍はトーチカとして使用されていたIII号突撃砲をコレクターに転売しようとしていた陸軍将校1人とドイツ人2人を逮捕している[2]。